# Гришка Распутин (спектакль)
«Гри́шка Распу́тин» — спектакль в жанре политического фарса,  поставленный Геннадием Егоровым на сцене Санкт-Петербургского драматического театра «Патриот» РОСТО по пьесе русского писателя,  мастера драматической поэзии Константина Скворцова «Гришка Распутин».

## История создания спектакля

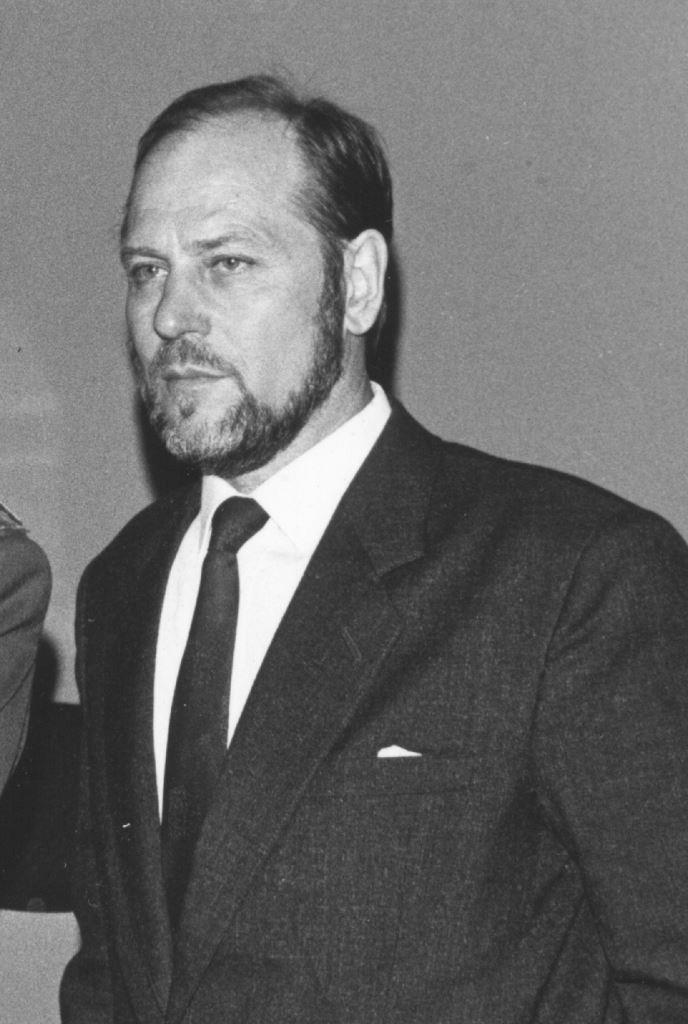
поэт-драматург Константин Скворцов

Спектакль «Гришка Распутин» стал второй совместной работой поэта-драматурга Константина Скворцова и Санкт-Петербургского драматического театра «Патриот» РОСТО.
Сегодня наши театры потеряли навыки работы с поэзией. А вот «Патриот» на глазах набирает культуру стиха и общения с залом. Театр должен воздействовать на душу зрителя, и ритмический стиль, присущий поэзии, несёт дополнительную эмоциональную нагрузку.Константин Скворцов
Спектакль рассказывает историю о Григории Ефимовиче Распутине, выходце из народных низов, незаурядном талантливом самородке, волей судьбы втянутом в политические игры верховной власти. По мнению театра судьба Григория Распутина глубоко трагична, так как он неизбежно шёл к осознанию своей роли марионетки в руках политиканов, рвущихся к власти.
Пьеса «Гришка Распутин» имеет второе название «Игра в шашки шахматными фигурами». В основе сюжета лежит версия о таинственном двойнике Григория Распутина, безымянном петербургском актёре, подменявшем «прорицателя и духовидца» в его далеко не духовных похождениях. Тема  двойника, человека-маски неоднократно привлекала писателей и драматургов.
В трактовке Константина Скворцова и Геннадия Егорова актёр, согласившийся стать двойником Распутина, является антагонистом самого Григория Распутина. Бросая вызов силам зла, актёр добровольно надевает на себя маску Распутина, но втянутый в дьявольскую игру, претерпевает необратимые метаморфозы, срастаясь со своей маской. В результате происходит  полная деградация человеческой души актёра-двойника. По сути, пьеса представляет собой политический фарс начала двадцатого века, который отразился в трагических событиях России конца двадцатого века.
Чтобы перевести эстетику пьесы в сценическую метафору, художник Александр Кожухов лаконичными средствами создал на сцене образ греческого театра масок, который легко трансформировался в дворцовые интерьеры Петрограда начала XX века.
Премьера спектакля «Гришка Распутин» состоялась на сцене Санкт-Петербургского драматического театра «Патриот» РОСТО 28 февраля 1992 года.

## Создатели спектакля
- Постановщик и режиссёр — Геннадий Егоров
- Художник — Александр Кожухов
- Композитор — Владимир Орлов
- Хореограф — Вячеслав Тимофеев

## Действующие лица и исполнители
- Николай II — Юрий Оськин
- Александра — Татьяна Пилецкая
- Распутин — Борис Маслов
- Вырубова — Валентина Балабина
- Актёр, он же Двойник Распутина — Николай Феоктистов
- Юсупов — Александр Белошев
- Актриса, она же княгиня Юсупова — Татьяна Кудрявцева
- Пуришкевич — Сергей Барышев
- Симанович — Виктор Полуэктов
- Мануйлов — Николай Иусов
- Рубинштейн — Валерий Горбунов
- Сухомлинова — Наталья Соломина
- Хвостов — Виталий Нечунаев
- Протопопов — Геннадий Егоров
- Фоторепортёр — Татьяна Кудрявцева

## Краткое содержание
Россия, 1916 год. В Народном доме Петрограда при большом скоплении публики показывают представление из античного времени, в котором Актёр, исполняющий главную роль в древнегреческой трагедии, устраивает публичный скандал. Он появляется на сцене перед зрителями переодетым и загримированным под святого старца Григория Распутина. Публика возмущена откровенными намёками на царскую семью.
От тюремного наказания Актёра спасает сам Григорий Ефимович Распутин и предлагает стать его Двойником в реальной жизни. Актёр соглашается.  

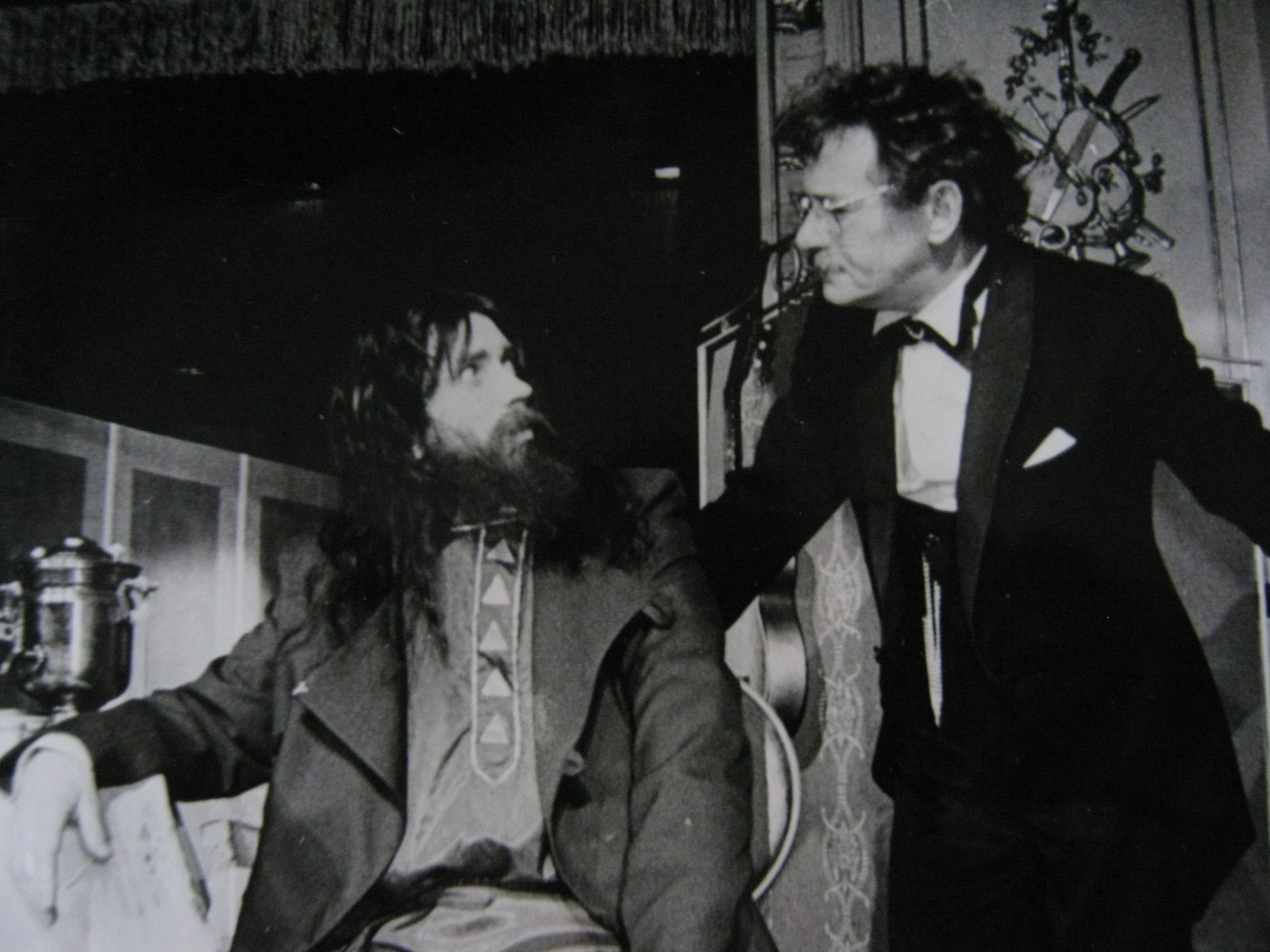
Н.Феоктистов в роли Двойника, В.Горбунов в роли банкира Рубинштейна

Для начала Распутин направляет Двойника вместо себя в ресторан. Представители высшего общества принимают Двойника за Распутина и предлагают  ему деньги за протекцию перед царствующими особами. Банкир Рубинштейн даёт Двойнику взятку в миллион рублей за назначение Штюрмера премьер-министром, и Актёр её берёт. Дома, узнав все подробности, Григорий Распутин пытается приструнить Двойника, но Актёр уже так вошёл в новую роль, что требует свободы действий и начинает шантажировать самого старца .
В Царском Селе в присутствии Григория Распутина и под его влиянием императрица Александра Фёдоровна требует, чтобы Николай II отправился на фронт в качестве Верховного главнокомандующего и не делал кадровые перестановки в кабинете министров без благословения старца. В споре с мужем императрица теряет сознание. Распутин просит оставить их наедине и произносит молитву. Затем он внушает императрице, что нашёл надёжного человека, который готов перевезти царские деньги и драгоценности к её родственникам в Германию .

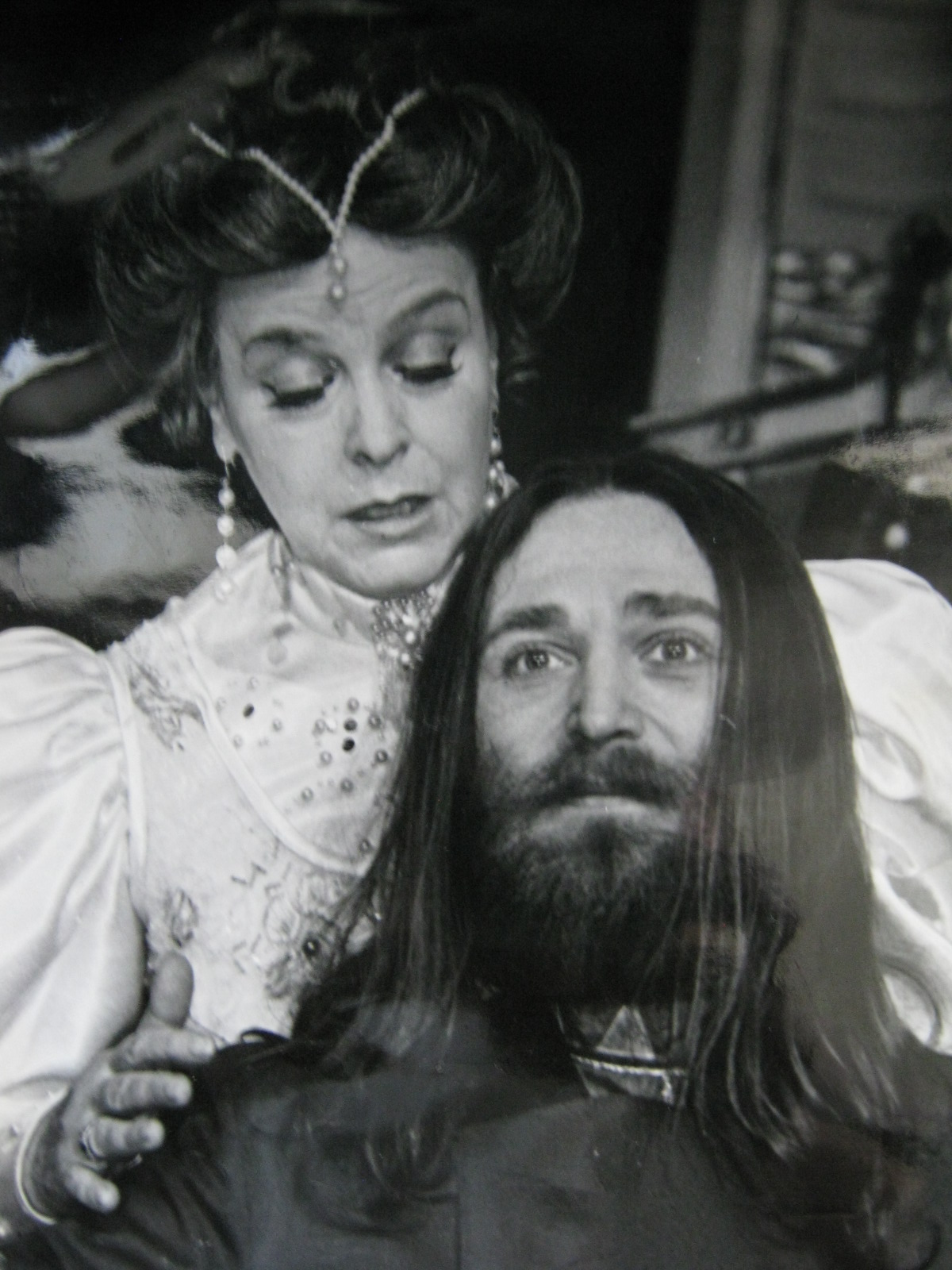
Б.Маслов в роли Распутина, Т.Пилецкая в роли Александры

Во дворце Юсуповых Хвостов, Сухомлинова, и Пуришкевич разрабатывают с князем Феликсом Юсуповым план убийства Григория Распутина. Сухомлинова вспоминает, что Распутин был увлечён красавицей Ириной, женой князя Феликса Юсупова. Заговорщики решают нанять Актрису, похожую на княгиню Ирину Юсупову, которая пригласит Распутина на свидание во дворец, где его и убьют.
Ювелир Симанович, журналист Мануйлов и банкир Рубинштейн встречаются с Двойником в образе Распутина в бане. В благодарность за освобождение из тюрьмы они вручают ему дорогие подарки. Двойник называет подарки взятками и отказывается их принимать. Он предлагает сыграть в карты: «Пусть карты нас рассудят». Подарки станут ставкой в этой игре, и победитель получит их на законных основаниях. В разгар игры в бане появляется Актриса, одетая и загримированная под княгиню Ирину Юсупову. Двойник прогоняет дарителей и начинает ухаживать за гостьей. Она предлагает Двойнику встретиться вечером во двореце Юсуповых, где они смогут уединиться.
На следующий день вечером в доме Распутина Двойник собирается на свидание с Ириной Юсуповой. Неожиданно старец Григорий Распутин заявляет, что на это свидание он поедет сам. Спор заканчивается дракой, в результате которой старец выбрасывает Двойника в окно. Появляется князь Феликс Юсупов и увозит Распутина на встречу с мнимой женой. В комнату через окно влезает окровавленный Двойник, забирает красную рубаху Распутина, забытый на столе пистолет и отправляется вслед за уехавшими.
Во дворце Юсуповых Актриса, Хвостов и Пуришкевич готовятся к убийству Григория Распутина - подсыпают в пирожные и напитки яд. Услышав шум подъехавшей машины, заговорщики скрываются. Появляется Григорий Распутин, одетый в шубу поверх синей рубахи, и Феликс Юсупов. Феликс предлагает подождать княгиню и приглашает Распутина к накрытому столу, затем берёт гитару и поёт романс. Распутин наливает отравленную мадеру, пьёт и закусывает пирожным с ядом. Появляется Актриса, переодетая и загримированная княгиней Ириной Юсуповой. Распутин просит её нарисовать его портрет. Она рисует. Распутин теряет сознание. Очнувшись, он требует, чтобы княгиня выпила отравленное вино. Тогда князь Юсупов дважды стреляет из револьвера в Распутина. Он падает. Свет гаснет, потом зажигается. В комнату вбегают Пуришкевич и Хвостов. Они не замечают, что на полу лежит не Распутин, а Двойник в красной рубахе.

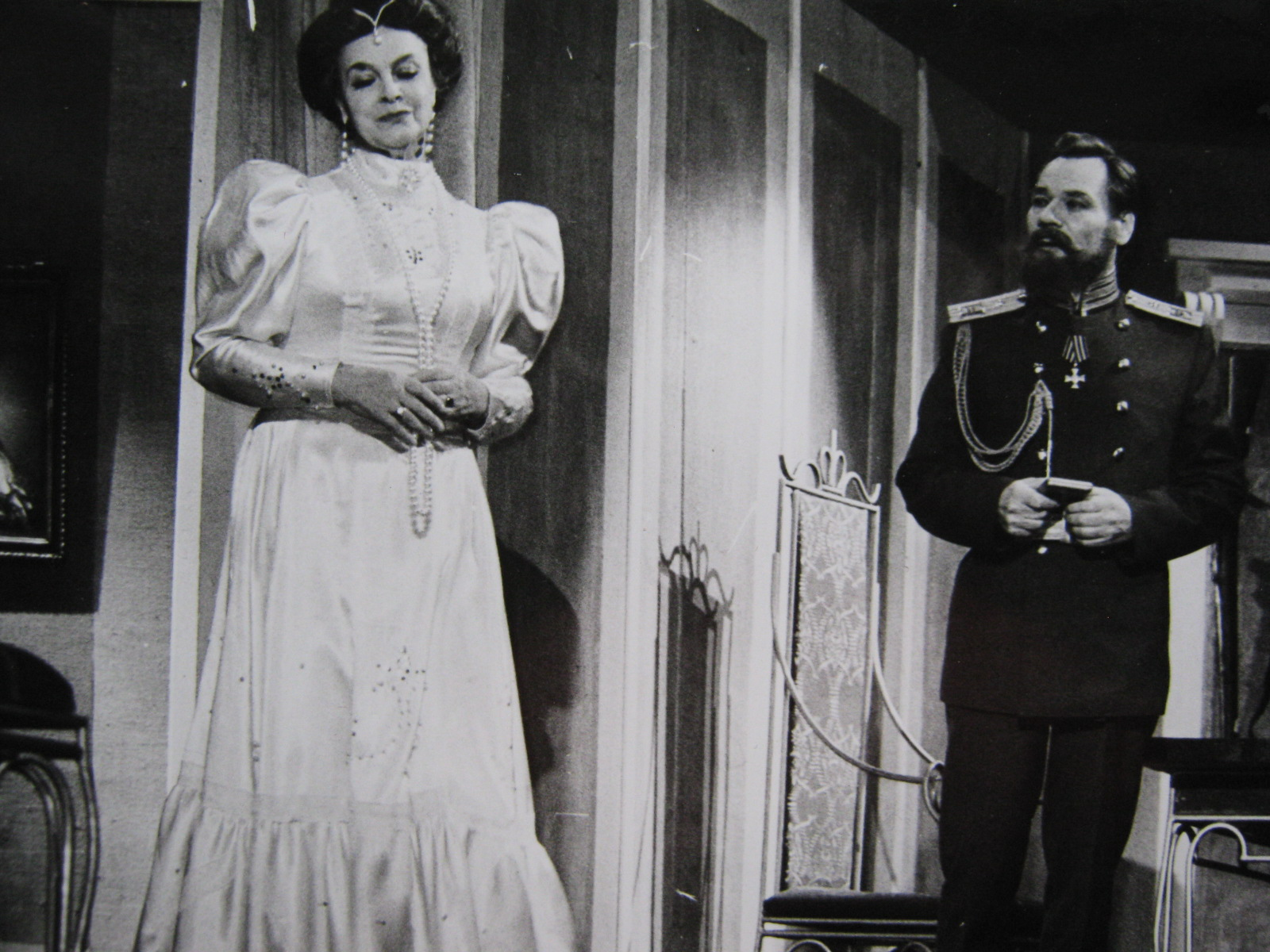
Т.Пилецкая в роли Александры, Ю.Оськин в роли Николая II

Заговорщики поздравляют друг друга. Чтобы инсценировать возвращение Распутина домой, Хвостов, Актриса и Пуришкевич уходят. Юсупов остаётся один. Неожиданно Двойник оживает и у князя Феликса Юсупова начинается истерика. Услышав шаги, Двойник скрывается. В комнату вбегает Пуришкевич и сообщает Феликсу Юсупову, что Распутин жив и его необходимо догнать и добить. Юсупов и Пуришкевич убегают. Двойник возвращается в комнату и наблюдает через окно, как Пуришкевич и князь Юсупов пытаются убить Распутина. Двойник достаёт пистолет, целится в Распутина и стреляет: «Герой наш замер на дорожке! Ещё огонь! – стреляет, - Дорога в ад открыта! Упал. Вот так! С ним кончено. Finita!».
Царское Село. Николай II в присутствии императрицы Александры Фёдоровны и фрейлины Анны Вырубовой, слушает доклад министра внутренних дел Протопопова об убийстве Распутина. Протопопов неожиданно объявляет, что в него вселился дух Распутина и что теперь спасителем России будет он. Царская семья возмущена наглостью Протопопова.
Входит князь Феликс Юсупов и заявляет, что убийство Распутина организовал он, во имя спасения Отечества. Николай II не признаёт убийство Распутина спасением для России и, предчувствуя наступление трагических и роковых дней, завершает спектакль словами: «И пусть дойдёт до моего народа: Свобода убивать – не есть Свобода! И потому сжимаю свой кулак в проклятии!» Свет меняется, на сцену выходит Двойник в красной рубахе и нагло садится на царский трон: «Вот так!».

## Гастроли
Вот и сегодня, когда вновь проходят гастроли театра в Москве, на афише его премьера  - поэтическая драма Константина Скворцова «Гришка Распутин». Умно, динамично, захватывающе ведут актёры театра спектакль. И если вспомнить гастроли прошлого года, нельзя не отметить значительный творческий рост труппы.Галина Ореханова
Спектакль «Гришка Распутин» был показан на гастролях Санкт-Петербургского драматического театра «Патриот» РОСТО в Москве, Самаре, Уфе, Жукове, Рязани, Челябинске, Обнинске, Вичуге, Иваново, Новгороде, Златоусте, Брянске, Ногинске, Миассе, Калуге, Тамбове, Липецке, Воронеже, Белгороде, Твери, Пскове.

## Факты
- Роль министра внутренних дел Протопопова в спектакле первоначально должен был исполнить актёр Валерий Смирнов. По сюжету пьесы этому герою требовалось встать на голову. Валерий Смирнов не был готов в каждом спектакле вставать на голову. В результате роль министра внутренних дел Протопопова исполнял  режиссёр-постановщик Геннадий Егоров, и каждый спектакль он лихо стоял на голове[14].
- Во время гастролей Санкт-Петербургского драматического театра «Патриот» РОСТО в Москве на малой сцене Центрального академического театра Российской армии  на спектакле «Гришка Распутин» одновременно присутствовали известные русские писатели:  Алексеев Михаил Николаевич, Волков Олег Васильевич, Крупин Владимир Николаевич, Сорокин Валентин Васильевич, Ляпин Игорь Иванович, Бондарев Юрий Васильевич, Проскурин Пётр Лукич, Скворцов Константин Васильевич[26].
- В начале 1992 года поэт-драматург Константин Скворцов пригласил Санкт-Петербургский театр «Патриот» на гастроли на Урал.

- Это безумно дорого. У нас нет таких денег, - сказал художественный руководитель театра Геннадий Егоров.

- У вас есть талант. Это дороже всяких денег. Самолёт я организую.

Г. Егоров принял последнюю реплику драматурга за шутку. Но уже в июне драматический театр «Патриот» гастролировал в городах Южного Урала: Златоусте, Миассе и Челябинске.
- В ноябре 2000 года на юбилейном вечере «Нам десять лет!» Санкт-Петербургского драматического театра «Патриот» РОСТО в Москве на сцене Культурного центра Вооруженных сил Российской Федерации роль Двойника сыграл режиссёр-постановщик спектакля Геннадий Егоров[28].